# NGC 2944
NGC 2944 je galaksija u zviježđu Lavu.

## Vanjske poveznice
- SEDS: NGC 2944